# Calle Johansson (konstnär)
Carl (Calle) Vilhelm Johansson, född 12 mars 1910 i Rydaholm, Jönköpings län, död 19 mars 1989 i Värnamo, var en svensk målare.
Johansson var son till muraren Axel Johansson och Emilia Andersson och från 1942 gift med Majken Evelina Eklund. Johansson studerade vid Valands målarskola i Göteborg 1937-1938 och under studieresor till Frankrike, Schweiz, Danmark, Belgien och Luxemburg. Han medverkade i samlingsutställningar på ett flertal platser i Småland och på Olsens konstsalong i Göteborg. Separat eller tillsammans med sin fru ställde han ut i bland annat Linköping. Hans konst består av stilleben, figurkompositioner och landskap i olja, tempera eller gouache. Johansson är representerad vid Jönköpings museum.